# Japonitata clavata
Japonitata clavata is een keversoort uit de familie bladkevers (Chrysomelidae). De wetenschappelijke naam van de soort werd in 1998 gepubliceerd door Yang & Wu in Wu, Yang & Li.